# Danił Wojnow
Danił Wojnow (ros. Данил Войнов, ur. 17 lutego 1987 w Rostowie nad Donem) – rosyjski wioślarz.

## Osiągnięcia
- Mistrzostwa Świata Juniorów – Banyoles 2004 – ósemka – 4. miejsce[1].
- Mistrzostwa Świata Juniorów – Brandenburg 2005 – ósemka – 4. miejsce[1].
- Mistrzostwa Świata U-23 – Glasgow 2007 – ósemka – 9. miejsce[1].
- Mistrzostwa Europy – Brześć 2009 – ósemka – 8. miejsce[1].